# Ринчино, Элбек-Доржи
Элбе́к-Доржи́ Ринчи́нович Ринчино́ (бур. Ринчинэй Элбэгдоржо) (4 (16) мая 1888 — 23 июня 1938) — выдающийся бурятский общественно-политический, государственный и военный деятель, один из лидеров революционного и национального движения бурятского народа, активный участник международного революционного коммунистического движения. Находился у истоков создания национальной автономии — Бурят-Монгольской Республики, первый председатель Бурятского национального комитета. Один из организаторов и участников Монгольской народной революции. В 1921—1925 гг. — председатель Реввоенсовета Монгольской Народной Республики, советник правительства, член президиума Центрального Комитета Монгольской народной партии, член Великого и Малого Государственного Хурала Монголии. Внес значительный вклад в развитие революции, ликвидацию традиционализма и становление власти МНРП в Монголии. Известен как переводчик, создатель (совместно с А. Доржиевым и Н. Амагаевым) современного бурятского алфавита, профессор политэкономии, автор многих работ о международном и внутреннем положении Бурятии и Монголии.

## Биография

### Молодость, становление личности
16 мая 1888 — родился в кочевом урочище (улусе) Хилгана Баргузинского аймака Забайкальской области (ныне Баргузинский район Республики Бурятия).
Мать — Буубэй Балгано (Балганова), была старшей дочерью Банюшки (Манюхай) Балганова из клана яриктинских Тумунтеев рода Шоно племени Эхирит. У неё было 6 братьев: Тихаабха, Бата-Мунхэ, Гуржаб, Аюша, Нима, Цырен и сестра Цыбжит.
Об отце сведения не сохранились. Сам Ринчино в автобиографии писал: «Отца, как „незаконнорожденный“, не знаю». Некоторые публицисты указывают, что в предках Ринчино была также еврейская кровь, на что указывают, в частности, его густые волнистые волосы. Это вполне реальная версия, если учесть, что со второй половины XIX века Баргузинский уезд и город Баргузин были определены местом каторги и ссылки для многочисленных революционеров-народников Южной и Центральной России еврейского происхождения.
Около 1890 г. Бубей Балаганова вышла замуж за Ринчина Бальжирова, человека родовитого, среднего достатка. Он был старшиной первого сэнгэлдэровского отока (Сэнгэлдурского рода племени Эхирит) Баргузинской степной думы. Элбек-Доржи в возрасте 3-х лет был усыновлен отчимом. В совместном браке его матери и отчима родилось четверо детей: три сына Эрдэни (Мончиг), Шагжа (Данзан), Цырен (Эгүүди) и дочь Һамасоо (Димид).
В 1899 году Элбек-Доржи окончил Улюнскую приходскую школу.
1899—1904 — учёба в городской школе Баргузина. Здесь Ринчино в 1903 г. вошёл в нелегальный ученический кружок, организованный ссыльными Архангельским и Майером.
В 1905 г. Элбек-Доржи ушёл от отчима и перебрался в Верхнеудинск. Здесь он поступил на общественный счёт в Верхнеудинское общественное реальное училище, открытое по инициативе известного тогда просветителя-революционера И. К. Окунцова.
1906 г. — вошёл в партию (организацию социал-демократов с большевистским руководством), где вел под руководством Б. З. Шумяцкого активную нелегальную работу.
1906 — ввиду закрытия Верхнеудинского реального училища, Ринчино переехал в г. Троицкосавск Забайкальской области, где поступил в местное реальное училище.
1907 — исключен из Троицкосавского реального училища за участие в политической забастовке.
1907 — поездка в Томск на средства, собранные местной и Верхнеудинской ученической организацией. Здесь Ринчино поступил на общеобразовательные курсы при технологическом институте. В Томске активно участвует в деятельности нелегальных студенческих организаций. Осенью 1907 был задержан за участие в нелегальной сходке в технологическом институте, заключен в тюрьму, но вскоре освобожден.
1908 — подготовка к аттестату зрелости экстерном при Томской гимназии и сдача экзаменов.
Осенью 1908 — переезд в Санкт-Петербург, поступление в Санкт-Петербургский университет на юридический факультет.
1909—1913 гг. — участие в нелегальных студенческих кружках, ведение нелегальной организационно-пропагандистской работы.
Во время учёбы в университете Ринчино собирает материалы по бурятскому языку и фольклору. Часть собранного им уникального материала была опубликована под псевдонимом Аламжи-Мэргэн во втором выпуске «Сборника монголо-бурятской народной поэзии» в 1911 году.
В этот период студент Э.-Д. Ринчино совместно с учителем из Бохана Н. Амагаевым принялся за совершенствование бурятского алфавита, созданного в 1905 Агваном Доржиевым. Проделав скрупулёзную работу по уточнению отдельных букв и грамматических форм, в 1910 году они издали небольшую книгу под названием «Новый монголо-бурятский алфавит».
1914 — болезнь и уход из университета.
1915—1916 гг. — участие в экспедиции в Монголию. Написаны работы «Шаманство в Монголии» и «Экономические районы Монголии».

### Революция. Лидер Бурнацкома. Строительство автономии
Конец 1916 — начало 1917 — работа в кооперации заведующим статистическим отделом в г. Чита Забайкальской области.
В апреле 1917 года решением первого общенационального съезда бурят Забайкальской области и Иркутской губернии был образован главный административный орган национального самоуправления демократического толка — Центральный национальный комитет бурят-монгол Восточной Сибири (Бурятский национальный комитет, Бурнацком). Э.-Д. Ринчино на первом организационном его заседании 25 апреля 1917 года был избран председателем и стал тем самым первым главой бурятской автономии. Под его руководством Бурнацком стал центром национальной жизни бурят и органом национального самоуправления. Туда входили такие видные представители национальной интеллигенции, как Михаил Богданов, Цыбен Жамцарано, Базар Барадийн, Гомбожаб Цыбиков и другие. Именно с этого первого съезда началась организация бурятской национальной автономии, и были предприняты серьезные попытки начать её строительство.
Бурнацком являлся общебурятским органом и охватывал своими действиями как забайкальских, так и иркутских бурят. Функционировали отделы: учебный, земельный, судебный, статистический, административный и другие. Через них и комитет была развернута активная работа. Э.-Д. Ринчино принимает самое активное участие в работе общебурятского органа: пишет статьи, выступает в прессе, на собраниях. Архивные материалы свидетельствуют, что от его имени, председателя Бурнацкома, шли резолюции, приказы, распоряжения, предложения, воззвания, запросы, постановления, приказы, направленные на защиту национальных интересов. Ключевым же направлением его публикаций и выступлений была необходимость реализации идеи национальной автономии, равенства бурятского народа с другими народами.
В это же время Ринчино принимает активное участие в Установлении Советов в Забайкальской области. Секретарь Военно-революционного комитета, член полевого штаба на Даурском фронте, командующий и организатор бурят-монгольской Красной гвардии (Улан-Цагда). Поездка в Монголию для установления дипломатических отношений.
7—13 августа 1917 г. активно участвовал в работе съезда депутатов бурятского народа Забайкальской области в г. Чита.
В июне 1918 г. заочно избран министром просвещения Временного Сибирского правительства под руководством П. Я. Дербера.
Конец 1918 — начало 1919 после падения Советов в Сибири нелегальное проживание в районе у бурят-монгол.
1919 — попытка перетащить правых социалистов и националистов Бурят-Монголии на нейтральную позицию, то есть на позицию воздержания от участия в гражданской войне на стороне белогвардейцев в ожидании прихода Красной Армии.
1920 — Ринчино — один из руководителей т. н. Кульского переворота против белых и помощник начальника штаба красных партизан в селении Кульском Хоринского аймака.
В начале сентября 1920 года Э.-Д. Ринчино делегирован на I съезд угнетённых народов Востока в Баку (Кавказ). Съезд привлёк пристальное внимание руководителей Советской России, и в октябре 1920 состоялась встреча участников Бакинского съезда в Политбюро ЦК РКП(б) с В. И. Лениным. Э.-Д. Ринчино, вместе с известным буддийским и общественным деятелем, учителем Далай-ламы XIII Агваном Доржиевым, был приглашен для обсуждения бурятского и монгольского вопросов. Ринчино сделал доклад на заседании Политбюро ЦК РКП(б), в котором высказал доводы в пользу предоставления национальной государственности бурятскому народу, а также представил В. И. Ленину две докладных записки: «Инородческий вопрос и задачи советского строительства в Сибири» и «Условия постановки и задачи революционной работы на Дальнем Востоке». Как известно, после этой встречи В. И. Ленин подготовил проект постановления Политбюро ЦК РКП(б) «О задачах РКП(б) в местностях, населенных восточными народами», принятого 14 октября 1920 года. Этот документ подчеркивал необходимость «проведения в жизни автономии в соответствующих конкретным условиям формах для тех восточных национальностей, которые не имеют ещё автономных учреждений, в первую голову для калмыков и бурят-монголов».

### Монгольская революция 1921 года
В 1920 году Ринчино назначается секретарем Монголо-Тибетской секции Дальневосточного Секретариата Коминтерна. Начинается период активного сотрудничества Э.-Д. Ринчино с монгольскими революционерами.
В современной российской историографии подчеркивается, что благодаря Э.-Д. Ринчино большевистское руководство взглянуло на Монголию как на плацдарм в продвижении мировой революции на Восток ввиду существовавших тесных связей Монголии с Маньчжурией, Восточным Туркестаном и Тибетом, а через последний — и с Индией. При этом были достигнуты договоренности о военно-технической и финансовой поддержке, об активизации нелегальной революционной работы по линии Коминтерна через монголо-тибетский отдел Дальневосточного секретариата Коминтерна, о посредничестве в отношениях с Китаем и помощи в борьбе с русскими белогвардейцами.
После победы Синьхайской революции 1911—1913 годах в Китае и Октябрьской революции 1917 года в России в Монголии начинает активно развиваться революционное движение.
В августе 1920 г. в Россию нелегально прибыла делегация Монгольской народной партии — знаменитая монгольская «семерка» — Д. Бодоо, С. Данзан, Д. Догсом, Л. Лосол, Д. Сухэ-Батор, Д. Чагдаржав, Х. Чойбалсан. Монгольскую делегацию встретил Э.-Д. Ринчино. Он представил её председателю Совета министров ДВР и секретарю Дальбюро ЦК РКП(б), секретарю Дальневосточного секретариата Коминтерна Б. З. Шумяцкому.
Со второй половины 1921 Ринчино работает в Монголии.
Э.-Д. Ринчино вводится в члены Центрального комитета Монгольской народно-революционной партии, действовавшей под руководством большевиков, становится членом Президиума народного Правительства Монгольской Народной Республики (руководитель правительства — лидер революционных монголов Сухэ-Батор) и председателем Революционного военного совета МНР (Реввоенсовета).
C 1922 года Монголию, управляемую Сухэ-Батором и Ринчино, накрывает «волна репрессий» — расстреляны многие яркие личности, чьи взгляды были далеки от идеалов социалистических революций. В 1922 году Бодоо, Чагдаржав и да-лама Пунцагдорж были казнены как «враги народа», затем был отстранён от власти требовавший их казни Данзан.
После скоротечной и странной смерти «от простуды» Сухэ-Батора (современные исследователи, как правило, считают, что нет оснований считать, что он был отравлен) в 1923 году Э.-Д. Ринчино сосредотачивает в своих руках практически неограниченную власть. До сих пор многие в Монголии считают Ринчино и Чойбалсана лично ответственными за уничтожение видных деятелей монгольской государственности Бодоо, Данзана и Бавасана, занимавших высокие посты. До сих пор эти драматические процессы не получили однозначной оценки в Монголии. Проводя реформы, борясь с представителями несоциалистического пути развития Монголии, Ринчино был «чужой» для монголов. Память сегодняшней Монголии о Ринчино, как и о многих других бурятах, принимавших участие в Монгольской революции, ассоциируется с узурпацией власти и уничтожением традиционалистского, умеренного правления Богдо-гэгээна.
В докладе на III съезде Монгольской народно-революционной партии Ринчино «обосновал» идею о некапиталистическом (социалистическом) пути развития страны, минуя стадию ранне-капиталистического уклада. Ринчино являлся одним из авторов первой Конституции Монгольской Народной Республики (МНР), принятой первым Великим Народным Хуралом Монголии. Был одним из инициаторов и активных участников монгольского красного террора, в том числе организатор борьбы с буддийской религией, доказывавшим необходимость тотальной ликвидации теократического влияния на государственность в Монголии.
Занимался переводом коммунистической и политэкономической литературы на монгольский язык. В частности, перевёл некоторые труды Маркса и Ленина.
Участвовал в разгроме частей барона Унгерна, за что был награждён орденом Красного Знамени (орден № 12376, приказ РВСР № 52 от 24 февраля 1922 г.) — высшей государственной наградой Советской России (после того как был репрессирован, указом Президиума Верховного Совета СССР от 5 декабря 1942 г. посмертно лишен этого ордена).
Также был награждён орденом Красного Знамени Монгольской Народной Республики.
Его бурная деятельность, в сочетании с процессом перераспределении полюсов сил и влияния в монгольском руководстве (сопровождающиеся апелляциями в Коминтерн о его «уклонах»), а также конфликт с вновь назначенным полпредом Коминтерна в МНР Тураром Рыскуловым привели к отзыву и Ринчино, и Рыскулова в Москву.

### На преподавательской работе
1926—1930 — учёба в Институте Красной Профессуры.
1927—1934 — научно-педагогическая работа в Коммунистическом университете трудящихся Востока им. т. Сталина в г. Москва.
С ноября 1934 — профессор политэкономии КУТВ.
С 1930 — кандидат в члены ВКП(б).

### Репрессии и гибель
19 июня 1937 арестован в Москве на рабочем месте в университете по делу бурятского антисоветского национализма-панмонголизма, в котором вскоре было обвинено практически всё руководство Советской Бурятии и ряд других бурят, занимавших высокие посты в ВКП(б) СССР). Для следствия был этапирован в Иркутск.
3 июня 1938 г. выездной сессией Военной Коллегии Верховного Суда СССР (председательствующий — заместитель председателя Военной коллегии Верховного Суда СССР диввоенюрист Никитченко И. Т.) обвинён в преступлении по ст. 58.1а, 58.2, 58.11 УК РСФСР. Обвинялся в частности в том, что он «с 1919 года являлся агентом японской разведки, которую систематически снабжал шпионскими сведениями. По заданиям той же японской разведки Ринчино входил в состав антисоветской буржуазно-националистической панмонгольской организации, занимавшейся шпионско-диверсионной и повстанческой деятельностью».
Приговорен к высшей мере уголовного наказания — расстрелу.
23 июня 1938 года в Иркутске приговор был приведён в исполнение. По тому же делу в тюрьме НКВД Бурятии вскоре будет расстрелян и давний идеологический противник Ринчино по вопросам развития бурятской идентичности и автономии, вождь Советской Бурятии, герой-орденоносец Михей Ербанов, расстреляны или приговорены к длительным срокам заключения в системе ГУЛаг практически все виднейшие бурятские национал-демократы «первой волны» (Ц. Жамцарано, Б. Барадийн, Д. Сампилон и другие). Арестам и расстрелам подверглось всё политическое руководство Советской Бурят-Монголии в полном составе. Такая же участь постигла руководство Монгольской народной республики. В том же году были расстреляны давний соратник Ринчино — Борис Шумяцкий и его противник — Турар Рыскулов.
В 1955 году начался пересмотр дела и в 1957 Э.-Д. Ринчино реабилитирован за отсутствием состава преступления.

## Семья
Жена — Мария Никифировна Ринчино (в девичестве носила фамилию Намм) — кореянка по национальности, уроженка села Благословенное Амурской области, сестра видного революционера Нам Ман Чхуна. Они познакомились в Иркутске в 1920 году, когда Мария работала сотрудницей Дальневосточного секретариата Коминтерна, а Элбэк-Доржи заведовал Монголо-Тибетской секцией Дальневосточного Секретариата Коминтерна. В том же году они поженились. Впоследствии Мария Ринчино получила образование на биологическом факультете МГУ им. М. В. Ломоносова, стала кандидатом биологических наук. После приговора мужу была выслана за пределы Москвы в Курск.
25 лет преподавала на кафедре гистологии и эмбриологии Курского государственного медицинского института (1939–1964). В годы войны руководила кафедрой (1944–1945) и была награждена медалью «За доблестный труд в Великой Отечественной войне 1941–1945 гг.». В конце 40-х гг. М.Н. Ринчино был разработан алгоритм изучения ответной реакции организма на имплантаты и процесс их капсуляции соединительной тканью. Её методика стала основной при выполнении кандидатских и докторских диссертаций, выполненных на кафедре гистологии и эмбриологии Курского государственного медицинского института во второй половине XX в.
М. Н. Ринчино прожила долгую и трудную жизнь, умерла в 1994 г. в возрасте 93 лет, похоронена в г. Мурманске. Она приложила много усилий, чтобы восстановить чистое и честное имя мужа, вернуть его в историю.
Дети:
- Сын Санандар (1925—1946). По воспоминаниям родных с детства был незаурядным и талантливым ребёнком, прекрасным художником, шахматистом, мечтал стать авиаконструктором. В 1941 году сдал экзамены за 9—10 классы и успешно поступил в Московский авиационный институт, откуда через месяц был отчислен как «сын врага народа». Но не сдался, подал документы и был принят на заочное отделение Ленинградского электротехнического института. В 1942-м Санандар Ринчино был призван на фронт, воевал до Дня Победы. В самом конце войны был тяжело контужен и скончался в 1946 году.
- Дочь Эрджима (1921—1982). Родилась в г. Урга (Улан-Батор). Работала чертёжником.
- Дочь Енок родилась в 1923 году. Она окончила Курский медицинский институт, проживала в г. Мурманск.
  - Внук — Андрей Никитович Юргенс.
    - Правнуки — Александр, Артем.

## Идеолог панмонголизма
Э.-Д. Ринчино часто называется одним из главных идеологов панмонголизма в первой трети XX века. Ринчино поднимал вопрос о «восстановлении прежнего монгольского государства в его национальных рамках …», который находил продолжение в идеях Ц. Жамцарано, ратовал «за настоящую независимость Монголии»; за превращение Халха-Монголии в притягательный центр всех монгольских народов, проживающих в других регионах (южных монголов, бурят-монголов, калмыков, монголов Тувы и Синьцзяна)". Выступая на одном из заседаний ЦК МНРП, Ринчино подчеркнул, что «в наших руках общемонгольская национальная идея, опасное и острое революционное оружие».
Идеи Ринчино, однако, не получили поддержку в СССР. Более того, в 1930-е гг. в советском политическом руководстве начало формироваться представление о лидерах бурят-монгольского национального движения и в последующем руководителях революции монгольских народов, как о буржуазных националистах.
В 1927 г. Ринчино опубликовал большую статью «К вопросу о национальном самоопределении Монголии в связи с задачами китайской революции», где пропагандирует идею «этнографической Монголии», ссылаясь на Кяхтинскую платформу, в которой выдвигалась идея образования всемонгольского государства и которая была в своё время одобрена Дальневосточным секретариатом Коминтерна. Статья вызвала жесткую критику в его адрес (Д. Жамбалон, О. Дашидондобэ, С. Нацов и др.). В 1927 г. была опубликована статья Д. Жамбалона, где он подверг критике панмонгольские взгляды Ринчино, полагая, что Ринчино «принял тень за нечто реальное, искренне верит в возможность объединения всех монголов, тогда как эта идея была лишь лозунгом для агитации».
В начале 1930-х гг. появляется ряд критических статей, где с классовых позиций подвергается жесткой критике панмонгольское движение и его наиболее активные участники. В статье наркома просвещения Бурят-Монгольской АССР О. Дашидондобэ «Об одной вреднейшей антимарксистской теории (о панмонголизме)» это движение рассматривается как националистический уклон (по злой иронии судьбы впоследствии О. Дашидондобэ был репрессирован за связь с «панмонголистами — японскими агентами» Э.-Д. Ринчино, Б. Барадиным и др.). Д. Иванов в журнале «Советская Бурятия» (орган ОК ВКП(б) и ЦИК Бурят- Монгольской АССР) опубликовал статью «За развернутую борьбу с бурятской кондратьевщиной — против гнилого либерализма», где дана резкая критика бурятских национальных лидеров, которые представлены как «крупнейшие представители», лидеры панмонгольского движения, авантюристы, политические вожди националистов и классовые враги. При этом автор выступает с призывом «…разоружить идейного вождя и подогревателя панмонголизма Ринчино, разоблачив все его националистические манипуляции…», а также известных деятелей национального движения Б. Барадина, Ц. Жамцарано, Д. Сампилона.
В статье первого секретаря Бурят-Монгольского ОК ВКП(б) М. Н. Ербанова «10 лет социалистического строительства БМАССР» дается партийно-политическая оценка национального движения, национально-государственного строительства монгольских народов. При этом он принижает место и роль бурятской национальной интел- лигенции в этих процессах, подвергая её острой критике. По его мнению, национальная интеллигенция, которую он характеризует как «буржуазно-демократическую, националистическую», проводила политику «по существу кулацких, нойенатских и ламских элементов». Он аттестует Ринчино как одного из «идеологов панмонгольского движения». Несомненно, статья партийного руководителя Бурятии явилась суровым приговором деятельности бурятской национальной интеллигенции и обуславливала отрицательный подход к оценке деятельности лидеров национального движения монгольских народов.
Статья секретаря ОК ВКП(б) А. А. Маркизова во многом перекликается со статьей М. Н. Ербанова. В ней Маркизов также представляет национальную интеллигенцию как носителя «идеологии национализма и панмонголизма». По его мнению, «нужно твердо усвоить, что бурятские национал-демократы, выражая интересы бурятского кулачества, ноенатства и ламства, в первый период Советской власти в 1917—1918 г., в период семеновской и колчаковской реакции играли контрреволюционную роль и активно боролись совместно с реакцией против Советской власти».
С этого времени вплоть до начала 1990-х гг. деятельность Э.-Д. Ринчино и других бурятских демократов, как лидеров национального движения и революционных процессов монгольских народов трактовалась как негативная. Имена и деятельность их замалчивалась. В редких исторических заметках о них писали исключительно как о буржуазных националистах, панмонголистах. Бурятский национальный комитет — орган национального самоуправления бурят рассматривался как антинародный и буржуазный, выражающий интересы бурятских нойонов и верхов ламаистского духовенства.
С крушением коммунистической идеологии научный интерес к фигурам бурятских демократов, их творческому наследию, роли в национально-государственном строительстве, раскрытию их жизненного пути и политических биографий возрастает. В июне 1993 г. в г. Улан-Удэ состоялась конференция, посвящённая 105-летию со дня рождения Э.-Д. Ринчино. Через полгода в Москве, в Представительстве Республики Бурятия, состоялся «круглый стол», посвящённый 105-летию со дня рождения видного государственного и общественного деятеля Бурятии и Монголии Э.-Д. Ринчино, организованный Бурятским культурным центром, Обществом монголоведов РАН и Институтом востоковедения РАН. На заседании выступили известные ученые М. И. Гольман, В. В. Грайворонский, А. С. Железняков, С. К. Рощин (ИВ РАН), Л. А. Юзефович, Н. Л. Жуковская (Институт антропологии и этнографии РАН), П. Р. Атутов (Российская академия образования), В. Э. Раднаев. В своих выступлениях они рассматривали разные стороны политической деятельности Э.-Д. Ринчино. Профессор В. В. Грайворонский подчеркнул, что нет сомнения в том, что Э.-Д. Ринчино для своего времени был ярким, выдающимся политическим и общественным деятелем Бурятии и Монголии, а его политическая деятельность нуждается в дальнейшем глубоком изучении. В вышедшей в 1994 г. работе А. А. Елаева «Бурятия: путь к автономии и государственности» также рассматривается вопрос о деятельности Ринчино. Используя новые архивные данные, автор предпринял попытку переосмыслить вопросы национально-государственного строительства в Бурятии и пришел к обоснованному выводу о высокой роли Э.-Д. Ринчино «в практическом строительстве национальной автономии, а также в постановке и решении этого вопроса на высшем партийном и государственном уровне» .
С начала 2000-х гг. наблюдается повышение интереса к деятельности Э.-Д. Ринчино и истории панмонгольского движения со стороны как российских, так и зарубежных политологов, историков и публицистов. Это объясняется современными политическими и геополитическими реалиями: сложностью национально-этнических процессов, происходящих в России и Монголии, изменением отношений двух государств, а также тем, что национальный вопрос в стране встал в круг сложнейших политических проблем.

## Память
- В родном селе Хилгана́ воздвигнут бюст Э.-Д. Ринчино. Здесь же в Хилганайской школе открыт музей, где представлены материалы по биографии Э-Д. Ринчино, родных и близких, братьев, его личные вещи, орденская книжка.[17]
- В 2013 г. предлагалось установить в столице Республики Бурятия памятник Э.-Д. Ринчино, а также переименовать в его честь площадь в Улан-Удэ перед гостиницей «Бурятия».[18]
- 3 июля 2007 президент Республики Бурятия Леонид Потапов подписал распоряжение Правительства Республики Бурятия № 387-р об образовании оргкомитета по подготовке и проведению общереспубликанских мероприятий, посвящённых 120-летию Элбэк-Доржи Ринчино. Цель — увековечить память выдающегося государственного и общественного деятеля[19].
- В современной Бурятии многие склонны к формированию нового культа личностей бурятских коммунистов 1920-х—1938 гг. и требуют идеализирования их образа, воздвижению памятников и мемориалов в их честь[20][21][22].

## Основные труды
- Элбек-Доржи Ринчино о Монголии. Избранные труды. / Сост. Базаров Б. В., Цыбиков Б. Д., Очиров С. Б. — Улан-Удэ, 1998.
- Элбек-Доржи Ринчино. Документы, статьи, письма. — Улан-Удэ, 1994.
- Новый монголо-бурятский алфавит /Сост. Н. Амагаев, Аламжи-Мэргэн. — СПб., 1910.
- Монголо-бурятский сборник. Вып. I. — СПб., 1910.
- Монголо-бурятский сборник. Вып. II. — СПб., 1911.
- Бато-Далай Очиров. — Торгово-промышленный ежегодник Сибири, 1914—1915.
- Дальне-Восточные Балканы. — Сибирь. — 1915. № 272, 273, 275; — 1916. № 3, 8.
- Национальная проблема России при свете революции. — Народное дело. — Чита, 1917. — № 37.
- Советская власть в Иркутской губернии и бурят-монголы. — Чита, 1918.
- Великие державы и независимость Монголии. — Наш путь. — Чита, 1919. № 143—145.
- Инородческий вопрос в Сибири и революция. — Сибирь. — 1917. № 77.
- Инородческий вопрос в Сибири. — Жизнь национальностей, 1921. № 6.
- О международном положении Монголии // Доклад на III съезде МНРП.
- К вопросу о национальном самоопределении Монголии в связи с задачами китайской революции //Революционный восток. Журнал Научно-исследовательской ассоциации при Коммунистическом университете трудящихся Востока им. И. В. Сталина. — № 2, 1927.
- О реформе письменности монгольских племен. — Просвещение национальностей. — 1930. — № 6.
- О реформе монгольского литературного языка. — Просвещение национальностей. — 1930. — № 9-10.